# Tróodosz-hegység
A Tróodosz-hegység (görögül Τρόοδος) Ciprus legnagyobb hegyvonulata. A hegység a sziget nyugati felén helyezkedik el, legmagasabb pontja az 1952 méter magas Ólimbosz-hegy. A hegység mind kulturális, mind földrajzi, mind földtani és kőzettani értékekben gazdag. A hegység jelentős része a közel tízezer hektár kiterjedésű Tróodosz Nemzeti Parkhoz tartozik. A gazdag (770 fajból álló) növény- illetve állatvilág mellett a területen geológiai szempontból érdekes képződmények is találhatók. A nemzeti park területén körülbelül 50 kilométernyi tanösvény található.

## Ásványkincsek

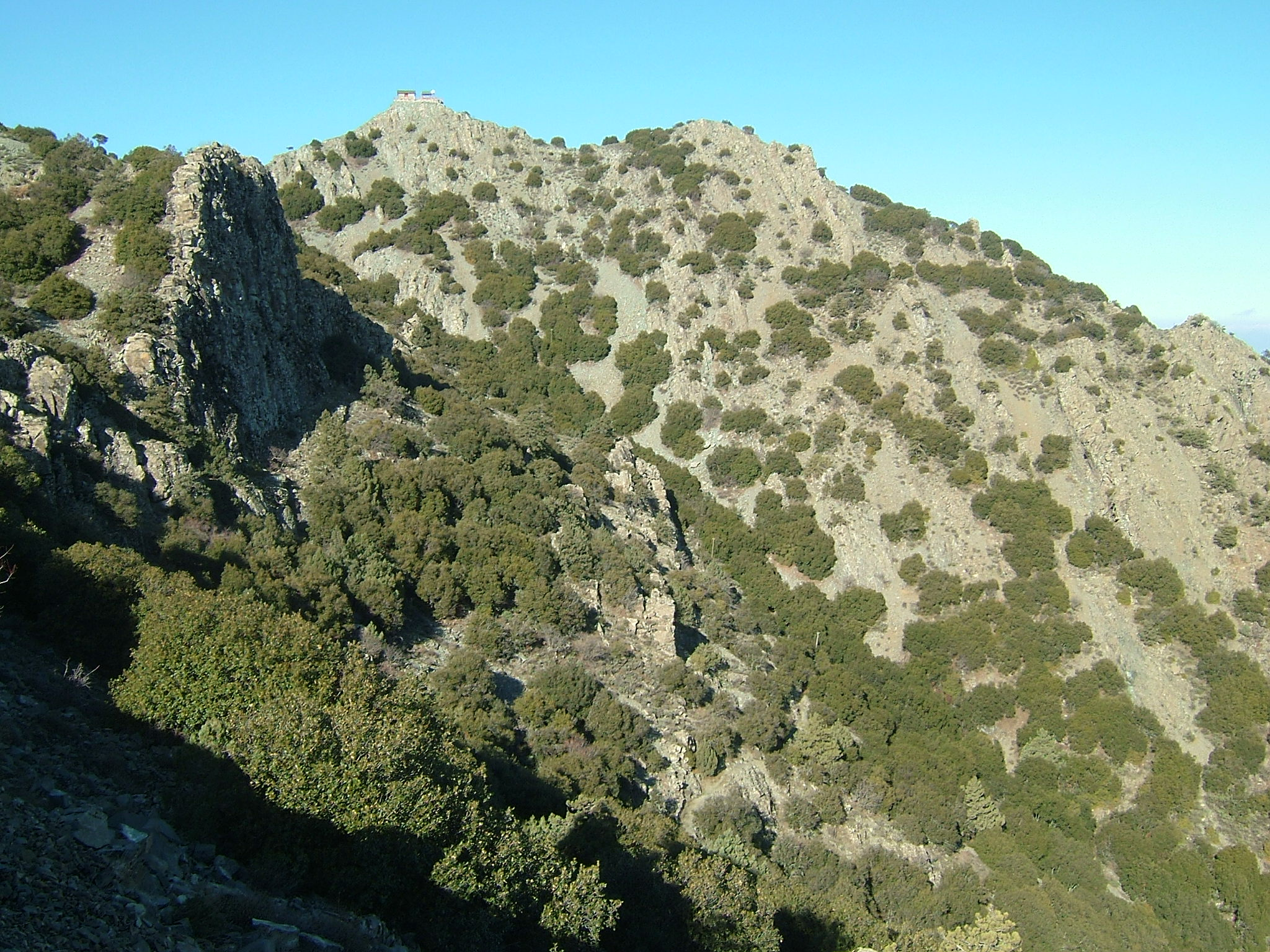
A Tróodosz

A Tróodosz területén már az ókorban is jelentős mennyiségű rezet bányásztak, ami olyannyira a sziget legfontosabb terméke volt, hogy Ciprus vélhetően a nevét is a réz után kapta. A hegység bányáiban kitermelt rezet feldolgozatlan érc formájában, és feldolgozott formában is számos helyre, így például Egyiptomba vagy Szíriába is szállították. A hegységben, kisebb mennyiségben szintén kitermeltek aranyat és ezüstöt, a modern időkben pedig jelentősebb mennyiségű azbesztet is. A hegység kőzeteiben tekintélyes mennyiségű pirit is előfordul.

## Növény- és állatvilág

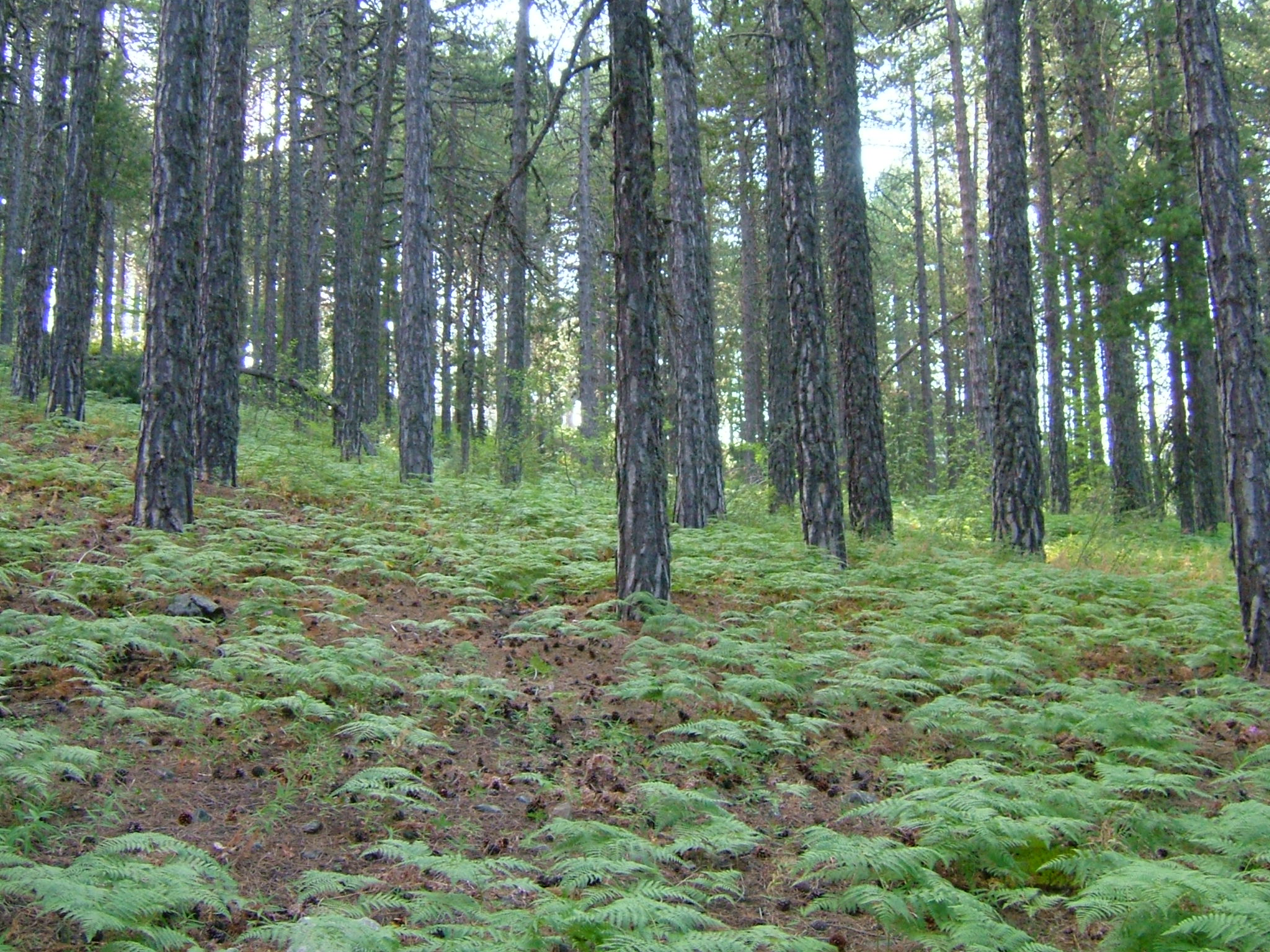
Feketefenyőerdő a Tróodoszban

A Tróodosz erdeit az alacsonyabban fekvő területeken főként kalábriaifenyők, illetve a csak Cipruson élő, örökzöld égerlevelű tölgy, a magasabban fekvő területeken pedig aleppóifenyők és feketefenyők alkotják. Egykor a sziget egyik domináns fafajtája volt a ciprusi cédrus, amit azonban az ókorban olyan intenzíven használtak hajóépítésre, hogy szinte teljesen kipusztult. A vízfolyások mentén változatos növénytakaró található, amelynek tagja a keleti platán, az éger, a nemes babér, a szeder, a közönséges mirtusz, a lómenta, a közönséges borostyán. Alacsonyabban fekvő területeken a görög szamócafa, a cserző szumák, a boróka, a lisztes berkenye is megtalálható. A déli és nyugati lejtőkön szőlő, olíva és szentjánoskenyérfa ültetvények találhatóak. A nemzeti park területén összesen 750 növényfaj él, közülük 12 olyan faj, ami kizárólag itt fordul elő.

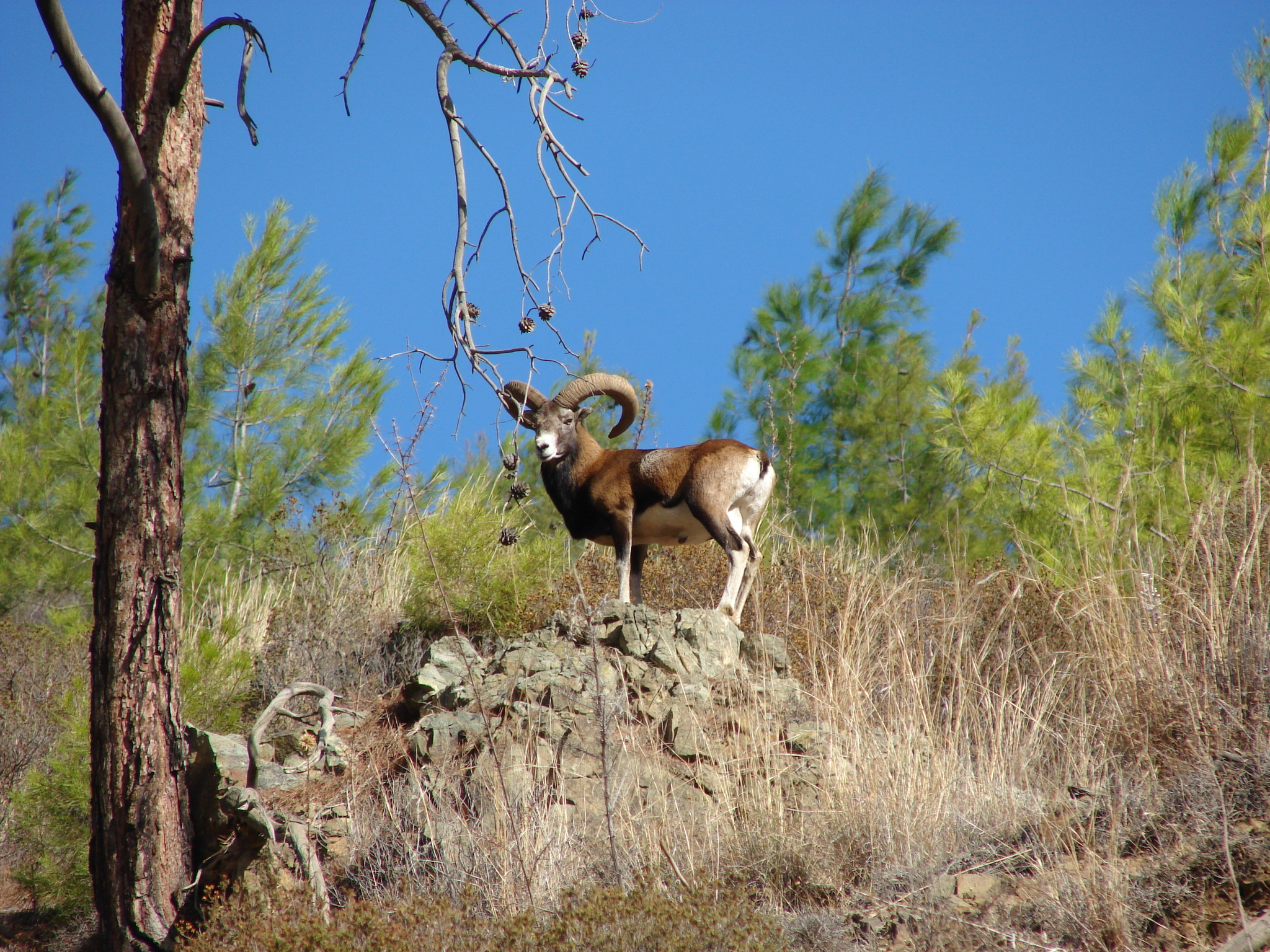
Ciprusi vadjuh

A szigeten élő állatok az elszigeteltség miatt számos esetben saját alfajjá fejlődtek. Igaz ez a Tróodosz több emlősállatára, így például a ciprusi vadjuhra, a vörös rókára és a füles sünre is. A hegység körülbelül 80 madárfejnak is átmeneti vagy állandó otthonául szolgál: megtalálható itt a fakó keselyű, a holló, a héjasas, vagy a kisebb madarak közül a keresztcsőrű, a rövidkarmú fakusz, a fülemüle vagy a ciprusi hantmadár. Számos hüllőfaj is él a hegységben. Előfordul itt a sziget legveszélyesebb kígyója, a levantei vipera és több siklófaj, így a ciprusi ostorsikló vagy a vízisikló. Megtalálható a hardun agáma ciprusi alfaja, az európai kaméleon és számos más gyíkfaj is. A Tróodosz vizeiben több békafaj (tavi béka, zöld varangy) és az édesvízi rák ciprusi alfaja is honos.

## Kulturális értékek
1985-ben kilenc, majd 2001-ben egy további 11–16. századi templom és kolostor került fel az UNESCO világörökség listájára, a bennük fellelhető bizánci korszakból származó festmények miatt. A hegységben található többek között Ciprus legnagyobb kolostora a Kykkosi-kolostor, aminek szerzetesi éveinek kezdetén lakója volt III. Makariosz érsek, Ciprus első elnöke is.

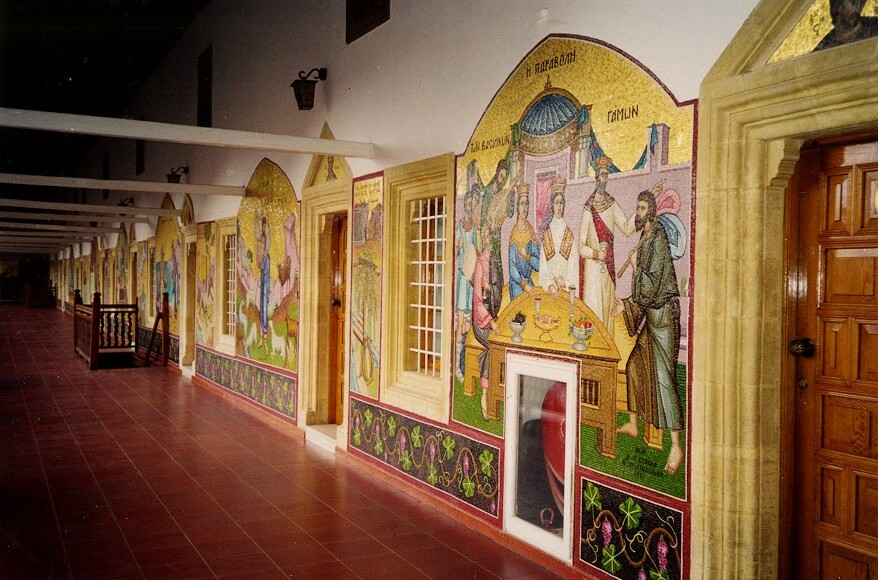
Kükkosz kolostor

A hegység a téli időszakban fontos télisport célpont, a tél elmúltával pedig rengeteg kirándulóhelyet kínál. A tavasz egy rövid szakaszában a még üzemelő sípályákról egy óra alatt elérhető a már élvezhető hőmérsékletű tenger.
A hegységben számtalan hegyi falu található, amelyek egyedülállóan békés hangulatuk mellett olykor egyedi értékeket is hordoznak, mint például Lefkara amely több száz éves hímzés- és csipkekészítő hagyományáról és ezüstművességéről híres.
Értékei miatt a Tróodosz fontos turisztikai célpont, amelyet a szigetre érkező évi több millió turista jelentős része meglátogat.